# Compañía de las Islas de América

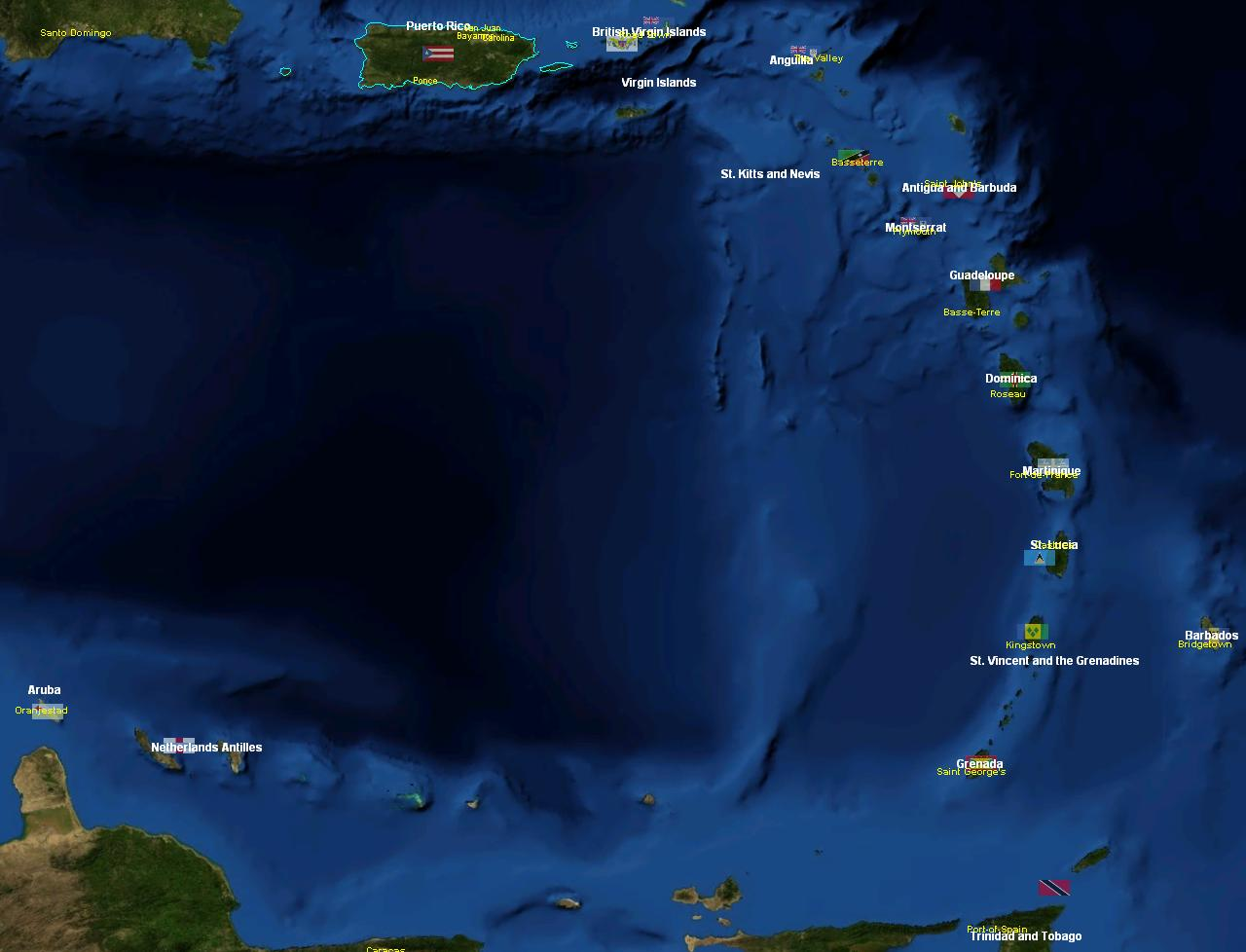
La Compañía de las Islas de América ocupó la zona central de las Antillas Menores.

La Compañía de las Islas de América (del francés: Compagnie des Îles de l'Amérique) fue una Compañía privilegiada francesa que colonizó en el Caribe las islas de Guadalupe, Martinica y San Cristóbal (de San Cristóbal y Nieves) de 1635 a 1649, 1650 y 1651 respectivamente. Ese mismo año se disolvió por completo.

## Historia
En 1635 el Cardenal Richelieu encargó a François Fouquet la revitalización de la Compañía de San Cristóbal, de la que era accionario. Fouquet la rebautizó Compagnie des Îles de l'Amérique, reflejando su intnción de desarrollar las Antillas, lo mismo que difundiendo el catolicismo entre sus habitantes. Pierre Belain d'Esnambuc, fundador de la Compañía de San Cristóbal, desembarcó en Martinica en 1635, comenzando la colonización de las islas. Tras su muerte el año siguiente, su nieto Du Parquet tomó el control de la Compañía, colonizando Martinica mas no los otros territorios.
En 1642 se extendieron dos décadas sus privilegios, decidiéndose asimismo que el rey nombraría al Gobernador General, y la Compañía los gobernadores de las diferentes islas. 

### Decadencia
A finales de los años 1640, sin embargo, el cardenal Mazarino mostró poco interés por los asuntos coloniales y los intereses de la Compañía dejaron de ser prioritarios. En 1651 se disolvió, vendiendo por 60.000 libras sus derechos de explotación de Martinica, Granada y Santa Lucía a la familia du Paquet. Por su parte, D'Houel compró Guadalupe, Marie-Galante, La Désirade, y Les Saintes. La Orden de Malta compró San Cristóbal, Saint Croix, San Bartolomé, y Saint Martin. En 1665 la Orden vendió sus posesiones a la apenas fundada Compañía Francesa de las Indias Occidentales.

## Fuente
- WorldStatesmen- woWldstatesmen.org. Francia. (En inglés).

- Datos: Q2990059